# Zygodon dioicus
Zygodon dioicus är en bladmossart som beskrevs av Brotherus 1901. Zygodon dioicus ingår i släktet ärgmossor, och familjen Orthotrichaceae. Inga underarter finns listade i Catalogue of Life.